# Atlas (lune)
Pour les articles homonymes, voir Atlas.
Atlas (S XV Atlas) est un satellite naturel de Saturne.

## Découverte
Atlas a été découvert en 1980 par Richard J. Terrile, qui l'a identifié sur des photographies prises par la sonde Voyager 1. La découverte a été annoncée le 13 novembre 1980 et le corps a reçu la désignation temporaire S/1980 S 28 avant de recevoir le nom d’Atlas en 1983. La meilleure photographie d'Atlas date du 12 novembre (mais il est possible qu'une image antérieure existe).
Lorsque la Terre passa dans le plan des anneaux de Saturne le 22 mai 1995, les photographies prises par le télescope spatial Hubble semblèrent indiquer l'existence de plusieurs nouveaux satellites et l'un d'eux fut désigné S/1995 S 1. À la suite d'observations ultérieures, il s'avéra qu'il s'agissait à chaque fois de lunes connues et S/1995 S 1 fut identifié à Atlas.
Le satellite porte le nom d'Atlas, la divinité de la mythologie grecque condamnée à soutenir les cieux sur ses épaules, allusion à l'emplacement de cette lune, qui marque la limite extérieure du principal anneau de Saturne.

## Caractéristiques
Atlas est un petit satellite d'une trentaine de kilomètres de diamètre. Les images en haute résolution prises en juin 2005 par la sonde Cassini mettent en évidence une lune en forme de soucoupe volante possédant une large dorsale équatoriale,.
Atlas semble être un satellite berger de l'anneau A ; son demi-grand axe de 137 700 km est proche de la limite supérieure de cet anneau (136 775 km). Son orbite est par ailleurs parfaitement circulaire (excentricité de 0,000 0) et équatoriale (inclinaison de 0,000°).
En 2004, un petit anneau, temporairement désigné par R/2004 S 1, a été découvert à l'intérieur de l'orbite d'Atlas.

## Exploration
La sonde Cassini a effectué un survol rapproché d'Atlas à la fin de sa mission.